# 大滝令嗣
大滝 令嗣（おおたき れいじ、1953年7月17日 - ）は、日本の経営コンサルタント。マーサー・ヒューマン・リソース・コンサルティングの日本法人代表取締役会長兼アジア地域代表などを経て、早稲田大学大学院経営管理研究科教授。元シンガポール経済開発庁ボードメンバー。

## 人物・経歴
静岡県清水市（現静岡市清水区）出身。1972年静岡県立清水東高等学校卒業。1976年東北大学工学部応用物理学科卒業。1983年カリフォルニア大学サンディエゴ校電子工学科応用物理学専攻博士課程修了。東芝半導体技術研究所研究員を経て、1984年ヘイコンサルティングコンサルタントに就任。1888年マーサージャパンシニアコンサルタント。1995年マーサージャパン代表取締役社長。2000年マーサージャパン代表取締役会長兼アジア地域代表。2005年ヘイコンサルティングアジア地域代表。2006年早稲田大学大学院経営管理研究科客員教授。2008年エーオン コンサルティング ジャパン代表取締役社長。2009年エーオン コンサルティング ジャパン代表取締役会長。2011年早稲田大学大学院経営管理研究科教授、エーオンヒューイットジャパン名誉会長、オフィスクライメイト代表取締役。2012年セプテーニ・ホールディングス監査役。シンガポール経済開発庁ボードメンバーなども務めた。

## 著書
- 『営業プロフェッショナル高業績の秘訣 : コンピタンシーモデルで解明する』ダイヤモンド社 1996年
- 『プラス思考のアメリカ人マイナス思考の日本人』ジャパンタイムズ 1997年
- 『「アリ」が笑うとき「キリギリス」が笑うとき : 21世紀の人生設計』扶桑社 2001年
- 『理系思考 : エンジニアだからできること』ランダムハウス講談社 2005年